# Пинягина
Пинягина — деревня в Верхотурском городском округе Свердловской области, Россия. 

## Географическое положение
Деревня Пинягина муниципального образования «Верхотурский городской округ» расположена в 21 километрах (по автотрассе в 25 километрах) к востоку-юго-востоку от города Верхотурье, на правом берегу реки Тура.

## История деревни
Деревня была основана в конце XVII века первыми поселенцами по фамилии Пинягины (Пинегины), выходцами от реки Пинега (приток реки Северная Двина).

## Население
| 1873 | 2002 | 2010 |
| ---- | ---- | ---- |
| 37   | ↘6   | ↘4   |